# ترو انترتینمنت
ترو اینترتینمنت (انگلیسی: Tero Entertainment) شرکت رسانه‌ای تایلندی است، که در سال ۱۹۹۸ تأسیس شد.